# Kim Johansen International Transport
Kim Johansen International Transport A/S är ett danskt åkeri. Kontor finns i Greve kommun, Danmark, Roissy CDG Cedex i Frankrike och i Gardermoen, Norge. Numera finns även en filial i Zary, Polen.